# Verschaffeltiinae
Verschaffeltiinae, podtribus palmi, dio tribusa Areceae, potporodica Arecoideae. Sastoji se od četiri  roda. Sve vrste ovog podtribusa sejšelski su endemi.

## Rodovi
1. Nephrosperma Balf.f.
2. Phoenicophorium H.Wendl.
3. Roscheria H.Wendl. ex Balf.f.
4. Verschaffeltia H.Wendl.